# Posplošeni Pochhammerjev simbol
Posplošeni Pochhammerjev simbol v matematiki za parameter {\displaystyle \alpha >0} in členitev {\displaystyle \kappa =(\kappa _{1},\kappa _{2},\ldots ,\kappa _{m})} posplošuje običajni Pochhammerjev simbol.
Posplošeni Pochhammerjev simbol je definiran kot 
{\displaystyle (a)_{\kappa }^{(\alpha )}=\prod _{i=1}^{m}\prod _{j=1}^{\kappa _{i}}\left(a-{\frac {i-1}{\alpha }}+j-1\right).}